# Angolkürt
Az angolkürt a nádnyelves hangszerek családjába tartozik, kettős nádsíppal megszólaltatott  fúvós hangszer. Kónikus, tehát kúpos furatú, fából készült, billentyűzettel ellátott zeneszerszám, az oboa hangszercsalád alt fekvésű tagja.

## Leírása
Az oboához hasonló felépítésű, de annál egy kvinttel mélyebb hangolásának megfelelően kb. másfélszer hosszabb, furata kissé bővebb. Legszembetűnőbb vonása, hogy az oboától eltérően korpusza nem tölcsérszerűen, hanem körteformájúan végződik, a nádsíp pedig hajlított fémcső közvetítésével csatlakozik a hangszerhez. Kezelése, ujjtechnikája hasonlít az oboához, rendszerint oboisták játszanak rajta. Transzponáló hangszer, f-hangolású.
Az angolkürt nádsípja hasonlít az oboáéhoz, de annál kissé rövidebb és szélesebb. A fém toldalékcsőbe a fagotthoz hasonlóan illeszkedik.

## Elnevezése
Az angolkürt se nem angol, se nem kürt. Az elnevezés talán onnan ered, hogy fejlődésének egy régebbi stádiumában a hangszer nem egyenes, hanem szögben megtört formájú volt, amire a francia cor anglé elnevezés eredetileg utalhatott. Ennek félrehallásából jöhetett létre a cor anglais írásmód, ami angol kürtöt jelent. Az angolkürt az oboához úgy viszonyul, mint a basszetkürt (ami szintén csak nevében kürt) a klarinéthoz.

## Fontosabb szerepei
- Hector Berlioz: Fantasztikus szimfónia (3. tétel)
- Antonín Dvořák: 9. „új világ” szimfónia (2. tétel)
- César Franck: d-moll szimfónia (2. tétel)
- Joseph Haydn: 22. szimfónia
- Joaquín Rodrigo: Concierto de Aranjuez (2. tétel)
- Gioachino Rossini: Tell Vilmos nyitány
- Dmitrij Dmitrijevics Sosztakovics: 11. szimfónia (4. tétel)
- Dmitrij Dmitrijevics Sosztakovics: 8. szimfónia (1. tétel)
- Richard Wagner: Trisztán és Izolda (3. felvonás, 1. jelenet)
- Igor Stravinsky: Tavaszi áldozat
- Bartók Béla: A kékszakállú herceg vára
- Jean Sibelius: A tuonelai hattyú